# Cool Biz kampány

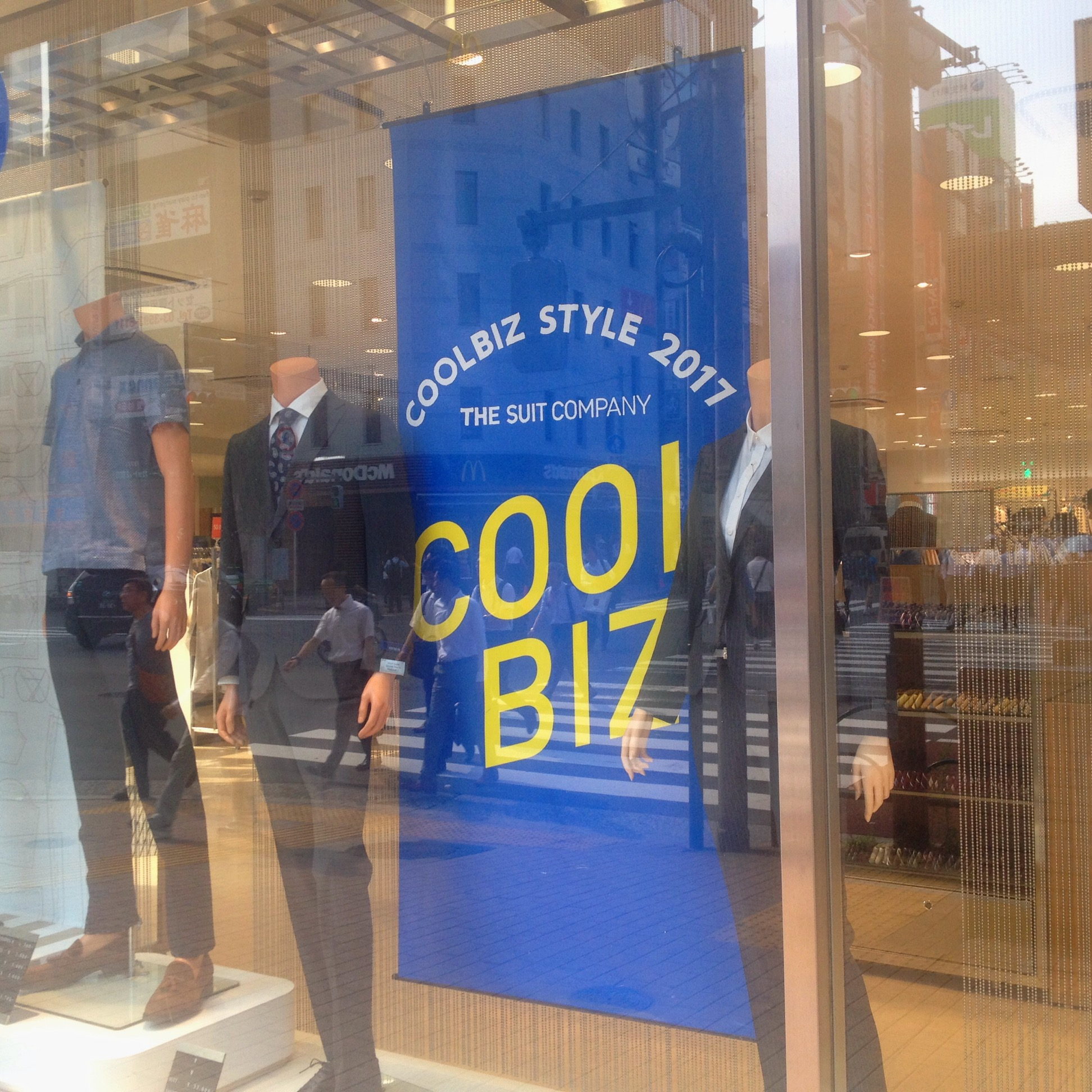
A kampány plakátja egy kirakatban

A Cool Biz kampányt a japán környezetvédelmi minisztérium indította 2005 nyarán, célja a légkondicionálás energiatakarékosabb működtetése volt. A kormányhivatalokban szeptemberig 28°C-ra kellett állítani a hőmérsékletet.
A Cool Biz öltözködési előírások merev gallért javasoltak a dolgozóknak, olyan anyagból készült nadrágot, ami átengedi a nedvességet, és rövid ujjú inget, öltöny és nyakkendő nélkül. Az új előírások azonban gyakran összezavarták a dolgozókat, akik nem tudták, követhetik-e az új előírásokat, ezért sokan öltönnyel a kezükben és nyakkendővel a zsebükben mentek dolgozni. Gyakran még azok is kellemetlen helyzetbe kerültek, akik örültek a lazább öltözködés lehetőségének, amikor csupa öltönyös ügyfél vette őket körül. Sokan úgy érezték, hogy ez udvariatlanság az ügyfeleikkel szemben.

## A Cool Biz kampány eredménye
A környezetvédelmi minisztérium ősszel értékelte a kampányt egy 1200 fős közvélemény-kutatás alapján. A válaszolók 95,8%-a hallott a Cool Biz-ről, és 32,7%-uk mondta, hogy az irodájukban magasabbra állították a légkondicionáló hőmérsékletét, mint előző évben. A minisztérium ez alapján 460 ezer tonnára becsülte a szén-dioxid-kibocsátás csökkenését, ami körülbelül egymillió háztartás egy hónapos kibocsátásának felel meg.
A minisztérium bejelentette, hogy a továbbiakban megpróbálja rávenni az embereket, hogy a légkondicionálókat ne állítsák 28 foknál alacsonyabb hőmérsékletre.
2006-ban a dél-koreai környezetvédelmi minisztérium és a brit Trades Union Congress is átvette a kampányt.